# Monimiastrum
Monimiastrum é um género botânico pertencente à família Myrtaceae.